# Coupe du monde de ski acrobatique 1989-1990
Navigation
Édition précédente Édition suivante
La Coupe du monde de ski acrobatique 1989-1990 est la onzième édition de la Coupe du monde de ski acrobatique organisée par la Fédération internationale de ski. Elle inclut quatre épreuves : les bosses, le saut acrobatique, le ballet et le combiné, une combinaison des trois autres.
 
La suisse Conny Kissling conserve son titre, le huitième consécutif, alors que le français Éric Laboureix le reconquiert et porte son total à quatre. 

## Déroulement de la compétition
La saison est composée de neuf étapes, quatre en Amérique du Nord, trois en Europe et deux en Asie, et se déroule du 8 décembre 1989 au 16 mars 1990. Le nombre de pays visités est faible, seulement quatre, puisque les trois épreuves européennes ont lieu en France et les deux asiatiques au Japon. Pour chacune d'entre elles, pour les femmes comme pour les hommes, il y a trois épreuves et quatre podiums : le saut acrobatique, le ski de bosses, le ballet (ou acroski) et le combiné qui est la combinaison des résultats des trois autres. Les épreuves inaugurales de ski de bosses de Tignes sont reportées à La Plagne la semaine suivante.
Septuple tenante du titre, la suisse Conny Kissling conserve une nouvelle fois son titre. Chez les hommes le français Éric Laboureix remporte son quatrième titre après ceux de 1986, 1987 et 1988 et devient ainsi le recordman masculin du nombre de titres de championnat du monde (mais néanmoins loin derrière les huit titres de Kissling pour les femmes).
| \| Mont Gabriel Lake Placid Calgary Breckenridge \| Sites des compétitions de ski acrobatique en Amérique du Nord |
| Mont Gabriel Lake Placid Calgary Breckenridge                                                                     |

| Mont Gabriel Lake Placid Calgary Breckenridge |

| \| Tignes La Plagne La Clusaz \| Sites des compétitions de ski acrobatique dans les Alpes |
| Tignes La Plagne La Clusaz                                                                |

| Tignes La Plagne La Clusaz |

| \| Inawashiro Iizuna \| Sites des compétitions de ski acrobatique au Japon |
| Inawashiro Iizuna                                                          |

| Inawashiro Iizuna |

| \| Mont Gabriel Lake Placid Calgary Breckenridge \| Sites des compétitions de ski acrobatique en Amérique du Nord |
| Mont Gabriel Lake Placid Calgary Breckenridge                                                                     |

| Mont Gabriel Lake Placid Calgary Breckenridge |

| \| Tignes La Plagne La Clusaz \| Sites des compétitions de ski acrobatique dans les Alpes |
| Tignes La Plagne La Clusaz                                                                |

| Tignes La Plagne La Clusaz |

| \| Inawashiro Iizuna \| Sites des compétitions de ski acrobatique au Japon |
| Inawashiro Iizuna                                                          |

| Inawashiro Iizuna |

## Classements

### Général
| Rang | Nom               | Points |
| ---- | ----------------- | ------ |
| 1    | Éric Laboureix    | 58.00  |
| 2    | Olivier Allamand  | 53.00  |
| 3    | Trace Worthington | 47.00  |
| 4    | Jeff Viola        | 39.00  |
| 5    | Richard Pierce    | 34.00  |

| Rang | Nom                 | Points |
| ---- | ------------------- | ------ |
| 1    | Conny Kissling      | 35.00  |
| 2    | Donna Weinbrecht    | 12.00  |
| 3    | Sonja Reichart (de) | 12.00  |
| 4    | Jilly Curry         | 11.00  |
| 5    | Tatjana Mittermayer | 10.00  |

### Saut acrobatique
Chez les femmes l'allemande Sonja Reichart (de) écrase la concurrence avec cinq victoires et deux seconde places, et remporte son deuxième titre après celui de 1986, 1987. Chez les hommes les débats sont plus équilibrés et c'est finalement le français Jean-Marc Bacquin qui l'emporte pour la première fois.
| Rang | Nom                     | Points |
| ---- | ----------------------- | ------ |
| 1    | Jean-Marc Bacquin       | 145.00 |
| 2    | Philippe LaRoche        | 142.00 |
| 3    | Russ Magnanti           | 138.00 |
| 4    | John Ross (skieur) (pl) | 135.00 |
| 5    | Kris Feddersen (en)     | 129.00 |

| Rang | Nom                 | Points |
| ---- | ------------------- | ------ |
| 1    | Sonja Reichart (de) | 71.00  |
| 2    | Catherine Lombard   | 62.00  |
| 3    | Kirstie Marshall    | 61.00  |
| 4    | Elfie Simchen (de)  | 57.00  |
| 5    | Conny Kissling      | 57.00  |

### Ballet
Chez les femmes, en l'absence de Jan Bucher blessée, la suisse Conny Kissling survole les débats avec neuf podium en neuf épreuves dont sept victoires, et remporte son premier titre dans la spécialité. Chez les hommes la compétition est plus équilibrée et c'est finalement l'italien Roberto Franco (en) qui l'emporte pour la première fois.
| Rang | Nom                     | Points |
| ---- | ----------------------- | ------ |
| 1    | Roberto Franco (en)     | 146.00 |
| 2    | Rune Kristiansen (de)   | 143.00 |
| 3    | Hermann Reitberger (de) | 140.00 |
| 4    | Armin Weiß              | 136.00 |
| 5    | Heini Baumgartner (de)  | 125.00 |

| Rang | Nom                | Points |
| ---- | ------------------ | ------ |
| 1    | Conny Kissling     | 72.00  |
| 2    | Monika Kamber (pl) | 59.00  |
| 3    | Åsa Magnusson (en) | 57.00  |
| 4    | Ellen Breen        | 57.00  |
| 5    | Karen Hunter (pl)  | 45.00  |

### Bosses
Chez les hommes le français Edgar Grospiron prend le pouvoir sur la discipline en remportant cinq des neuf courses et décroche son premier titre dans la discipline. Chez les femmes l'américaine Donna Weinbrecht domine la discipline sans partage : Après une troisième place lors de la première courses, elle remporte les huit suivantes. Comme Grospiron elle décroche alors le premier de ses nombreux titres en ski de bosses.
| Rang | Nom                | Points |
| ---- | ------------------ | ------ |
| 1    | Edgar Grospiron    | 149.00 |
| 2    | Olivier Allamand   | 142.00 |
| 3    | Éric Berthon       | 136.00 |
| 4    | Hans Engelsen Eide | 122.00 |
| 5    | Bruno Bertrand     | 120.00 |

| Rang | Nom                       | Points |
| ---- | ------------------------- | ------ |
| 1    | Donna Weinbrecht          | 72.00  |
| 2    | Tatjana Mittermayer       | 63.00  |
| 3    | Raphaëlle Monod           | 57.00  |
| 4    | Birgit Stein-Keppler (de) | 55.00  |
| 5    | Petra Moroder (it)        | 47.00  |

### Combiné
Chez les femmes la suisse Conny Kissling confirme sa suprématie en remportant son septième titre consécutif de manière éclatante : huit victoires en neuf épreuves. Chez les hommes le français Éric Laboureix retrouve son titre, le troisième en combiné, grâce à sept victoires et une seconde place. Son compatriote Olivier Allamand le seconde avec deux victoires et cinq secondes places.
| Rang | Nom               | Points |
| ---- | ----------------- | ------ |
| 1    | Éric Laboureix    | 90.00  |
| 2    | Olivier Allamand  | 86.00  |
| 3    | Trace Worthington | 80.00  |
| 4    | Jeff Viola        | 78.00  |
| 5    | Rafael Martí (es) | 68.00  |

| Rang | Nom                | Points |
| ---- | ------------------ | ------ |
| 1    | Conny Kissling     | 48.00  |
| 2    | Jilly Curry        | 40.00  |
| 3    | Katherina Kubenk   | 33.00  |
| 4    | Kristean Porter    | 26.00  |
| 4    | Tarsha Ebbern (pl) | 26.00  |

## Calendrier et podiums

### Hommes
| Date             | Lieu         | Épreuve  | Vainqueur               | Second                  | Troisième               |
| ---------------- | ------------ | -------- | ----------------------- | ----------------------- | ----------------------- |
| 8 décembre 1988  | Tignes       | Ballet   | Rune Kristiansen (de)   | Heini Baumgartner (de)  | Roberto Franco (en)     |
| 9 décembre 1989  | Tignes       | Saut     | Russ Magnanti           | Philippe LaRoche        | John Ross               |
| 14 décembre 1989 | La Plagne    | Ballet,  | Roberto Franco (en)     | Hermann Reitberger (de) | Heini Baumgartner (de)] |
| 15 décembre 1989 | La Plagne    | Bosses   | Edgar Grospiron         | Olivier Allamand        | Jürg Biner (pl)         |
| 16 décembre 1989 | La Plagne    | Bosses,  | Bernard Brandt          | Olivier Allamand        | Nelson Carmichael       |
| 16 décembre 1989 | La Plagne    | Combiné, | Éric Laboureix          | Trace Worthington       | Jeff Viola              |
| 17 décembre 1989 | La Plagne    | Saut     | Jean-Marc Bacquin       | Jean-Marc Rozon]        | Russ Magnanti           |
| 17 décembre 1989 | La Plagne    | Combiné, | Éric Laboureix          | Olivier Allamand        | Jeff Viola              |
| 5 janvier 1990   | Mont Gabriel | Ballet,  | Lane Spina (en)         | Roberto Franco (en)     | Hermann Reitberger (de) |
| 6 janvier 1990   | Mont Gabriel | Bosses   | Edgar Grospiron         | Olivier Allamand        | Bernard Brandt          |
| 7 janvier 1990   | Mont Gabriel | Saut     | Philippe LaRoche        | Trace Worthington       | John Ross               |
| 7 janvier 1990   | Mont Gabriel | Combiné  | Olivier Allamand        | Éric Laboureix          | Trace Worthington       |
| 12 janvier 1990  | Lake Placid  | Ballet,  | Armin Weiß              | Roberto Franco (en)     | Hermann Reitberger (de) |
| 13 janvier 1990  | Lake Placid  | Bosses   | Edgar Grospiron         | Olivier Allamand        | Chuck Martin (en)       |
| 14 janvier 1990  | Lake Placid  | Saut     | Philippe LaRoche        | Jean-Marc Bacquin       | Kris Feddersen (en)     |
| 14 janvier 1990  | Lake Placid  | Combiné  | Éric Laboureix          | Olivier Allamand        | Sergei Shupletsov       |
| 19 janvier 1990  | Breckenridge | Ballet,  | Lane Spina (en)         | Rune Kristiansen (de)   | Hermann Reitberger (de) |
| 20 janvier 1990  | Breckenridge | Bosses   | Nelson Carmichael       | Edgar Grospiron         | Éric Berthon            |
| 21 janvier 1990  | Breckenridge | Saut     | Jean-Marc Rozon         | Philippe LaRoche        | Jean-Marc Bacquin       |
| 21 janvier 1990  | Breckenridge | Combiné  | Éric Laboureix          | Olivier Allamand        | Jeff Viola              |
| 26 janvier 1990  | Calgary      | Ballet   | Rune Kristiansen (de)   | Roberto Franco (en)     | Craig Young             |
| 27 janvier 1990  | Calgary      | Saut     | Russ Magnanti           | Jean-Marc Bacquin       | Kris Feddersen (en)     |
| 28 janvier 1990  | Calgary      | Bosses   | Éric Berthon            | Nelson Carmichael       | Edgar Grospiron         |
| 28 janvier 1990  | Calgary      | Combiné  | Éric Laboureix          | Olivier Allamand        | Trace Worthington       |
| 9 février 1990   | Inawashiro   | Ballet   | Roberto Franco (en)     | Rune Kristiansen (de)   | Dave Walker             |
| 10 février 1990  | Inawashiro   | Bosses   | Edgar Grospiron         | Hans Engelsen Eide      | Chuck Martin (en)       |
| 11 février 1990  | Inawashiro   | Saut     | Jean-Marc Bacquin       | Michel Roth             | Didier Méda             |
| 11 février 1990  | Inawashiro   | Combiné  | Olivier Allamand        | Éric Laboureix          | Trace Worthington       |
| 16 février 1990  | Iizuna       | Ballet   | Armin Weiß              | Richard Pierce          | Roberto Franco (en)     |
| 17 février 1990  | Iizuna       | Bosses   | Edgar Grospiron         | Olivier Allamand        | Éric Berthon            |
| 18 février 1990  | Iizuna       | Saut     | Michel Roth             | Jean-Marc Bacquin       | Russ Magnanti           |
| 18 février 1990  | Iizuna       | Combiné  | Éric Laboureix          | Olivier Allamand        | Jeff Viola              |
| 13 mars 1990     | La Clusaz    | Ballet,  | Hermann Reitberger (de) | Roberto Franco (en)     | Rune Kristiansen (de)   |
| 14 mars 1990     | La Clusaz    | Saut     | Trace Worthington       | John Ross (skieur) (pl) | Kris Feddersen (en)     |
| 16 mars 1990     | La Clusaz    | Bosses   | Éric Berthon            | John Smart (en)         | Rick Emerson            |
| 16 mars 1990     | La Clusaz    | Combiné  | Trace Worthington       | Jeff Viola              | Hugo Bonatti            |

### Femmes
| Date             | Lieu         | Épreuve  | Vainqueur           | Second                | Troisième                 |
| ---------------- | ------------ | -------- | ------------------- | --------------------- | ------------------------- |
| 8 décembre 1988  | Tignes       | Ballet   | Jan Bucher          | Julia Snell (pl)      | Conny Kissling            |
| 9 décembre 1989  | Tignes       | Saut     | Sonja Reichart (de) | Elfie Simchen (de)    | Kirstie Marshall          |
| 14 décembre 1989 | La Plagne    | Ballet   | Conny Kissling      | Jan Bucher'           | Monika Kamber (pl)        |
| 15 décembre 1989 | La Plagne    | Bosses   | Raphaëlle Monod     | Leelee Morrisson (pl) | Donna Weinbrecht          |
| 16 décembre 1989 | La Plagne    | Bosses,  | Donna Weinbrecht    | Tatjana Mittermayer   | Petra Moroder (it)        |
| 16 décembre 1989 | La Plagne    | Combiné, | Conny Kissling      | Jilly Curry           | Tarsha Ebbern (pl)        |
| 17 décembre 1989 | La Plagne    | Saut     | Sonja Reichart (de) | Catherine Lombard     | Kirstie Marshall          |
| 17 décembre 1989 | La Plagne    | Combiné  | Conny Kissling      | Tarsha Ebbern (pl)    | Jilly Curry               |
| 5 janvier 1990   | Mont Gabriel | Ballet   | Conny Kissling      | Karen Hunter (pl)     | Ellen Breen               |
| 6 janvier 1990   | Mont Gabriel | Bosses   | Donna Weinbrecht    | Leelee Morrisson (pl) | Raphaëlle Monod           |
| 7 janvier 1990   | Mont Gabriel | Saut     | Sonja Reichart (de) | Conny Kissling        | Kirstie Marshall          |
| 7 janvier 1990   | Mont Gabriel | Combiné  | Conny Kissling      | Jilly Curry           | Natalia Orekhova (pl)     |
| 12 janvier 1990  | Lake Placid  | Ballet   | Conny Kissling      | Karen Hunter (pl)     | Åsa Magnusson (en)        |
| 13 janvier 1990  | Lake Placid  | Bosses   | Donna Weinbrecht    | Rachel Schochet       | Birgit Stein-Keppler (de) |
| 14 janvier 1990  | Lake Placid  | Saut     | Sonja Reichart (de) | Chizuko Kudo          | Elfie Simchen (de)        |
| 14 janvier 1990  | Lake Placid  | Combiné  | Conny Kissling      | Kristean Porter       | Natalia Orekhova (pl)     |
| 19 janvier 1990  | Breckenridge | Ballet   | Conny Kissling      | Karen Hunter (pl)     | Åsa Magnusson (en)        |
| 20 janvier 1990  | Breckenridge | Bosses   | Donna Weinbrecht    | Tatjana Mittermayer   | Birgit Stein-Keppler (de) |
| 21 janvier 1990  | Breckenridge | Saut     | Kirstie Marshall    | Sonja Reichart (de)   | Elfie Simchen (de)        |
| 21 janvier 1990  | Breckenridge | Combiné  | Conny Kissling      | Jilly Curry           | Tamara Saint Germain      |
| 26 janvier 1990  | Calgary      | Ballet   | Ellen Breen         | Conny Kissling        | Monika Kamber (pl)        |
| 27 janvier 1990  | Calgary      | Saut     | Catherine Lombard   | Sonja Reichart (de)   | Kirstie Marshall          |
| 28 janvier 1990  | Calgary      | Bosses   | Donna Weinbrecht    | Raphaëlle Monod       | Birgit Stein-Keppler (de) |
| 28 janvier 1990  | Calgary      | Combiné  | Conny Kissling      | Katherina Kubenk      | Donnée non disponible     |
| 9 février 1990   | Inawashiro   | Ballet   | Conny Kissling      | Lucie Barma           | Monika Kamber (pl)        |
| 10 février 1990  | Inawashiro   | Bosses   | Donna Weinbrecht    | Tatjana Mittermayer   | Petra Moroder (it)        |
| 11 février 1990  | Inawashiro   | Saut     | Conny Kissling      | Chizuko Kudo          | Catherine Lombard         |
| 11 février 1990  | Inawashiro   | Combiné  | Conny Kissling      | Katherina Kubenk      | Kristean Porter           |
| 16 février 1990  | Iizuna       | Ballet   | Conny Kissling      | Lucie Barma           | Ellen Breen               |
| 17 février 1990  | Iizuna       | Bosses   | Donna Weinbrecht    | Leelee Morrisson (pl) | Tatjana Mittermayer       |
| 18 février 1990  | Iizuna       | Saut     | Elfie Simchen (de)  | Chizuko Kudo          | Catherine Lombard         |
| 18 février 1990  | Iizuna       | Combiné  | Conny Kissling      | Kristean Porter       | Tarsha Ebbern (pl)        |
| 13 mars 1990     | La Clusaz    | Ballet   | Conny Kissling      | Monika Kamber (pl)    | Åsa Magnusson (en)        |
| 14 mars 1990     | La Clusaz    | Saut     | Sonja Reichart (de) | Sabine Horvath        | Catherine Lombard         |
| 16 mars 1990     | La Clusaz    | Bosses   | Donna Weinbrecht    | Tatjana Mittermayer   | Raphaëlle Monod           |
| 16 mars 1990     | La Clusaz    | Combiné  | Jilly Curry         | Tarsha Ebbern (pl)    | Kristean Porter           |